# 谭嗣同墓
谭嗣同墓坐落在湖南省长沙浏阳市荷花街道嗣同村石山组一山坡上。该墓葬遵照清代品官丧葬礼制建造，并具有本地特色。

## 历史
变法失败后，1898年9月28日，谭嗣同北京菜市口刑场被处决，遗体运回浏阳，1901年由过继子建墓树碑，1904年6月，自县城迁葬于此。
2008年3月曾险些被盗。
2013年3月谭嗣同墓、谭嗣同祠入选第七批全国重点文物保护单位，与第四批全国重点文物保护单位谭嗣同故居合并为一处，更名为“谭嗣同故居及墓祠”。

## 墓
墓占地面积约160平方米，由墓冢、墓碑、墓围、拜台及石象组成。墓冢为全石结构，呈半圆形，青色小圆扁卵石铺盖冢顶。后立墓碑三通，主碑高2米，宽0.7米，碑文为楷书"清故中宪大夫谭公复生府君之墓"。墓地草地前方有一对石马、石虎，两边竖立一对华表，书：“亘古不磨，片石苍茫立天地；一峦挺秀，群山奔赴若波涛”。